# De cap a la palla
De cap a la palla és una cançó de Peret que publicà Belter el 1980, juntament amb Pa amb oli, en forma de senzill amb dues cançons. Escrita i composta per Peret, és una rumba catalana amb lletra humorística de rerefons sexual. Fou la darrera producció de Peret, poc abans que abandonés temporalment la música per a dedicar-se a fer de pastor de l'església evangèlica. La cançó s'edità també en castellà el mateix any, amb el títol De coco a la paja.